# اوانا پانتلیمون
اوانا پانتلیمون (انگلیسی: Oana Pantelimon؛ زادهٔ ۲۷ سپتامبر ۱۹۷۲) ورزشکار دو و میدانی اهل رومانی است.